# Wimbledon (Dakota del Norte)
Wimbledon es una ciudad ubicada en el condado de Barnes en el estado estadounidense de Dakota del Norte. En el censo de 2010 tenía una población de 216 habitantes y una densidad poblacional de 156,47 personas por km².

## Geografía
Wimbledon se encuentra ubicada en las coordenadas 47°10′11″N 98°27′31″O / 47.16972, -98.45861. Según la Oficina del Censo de los Estados Unidos, Wimbledon tiene una superficie total de 1.38 km², de la cual 1.38 km² corresponden a tierra firme y (0%) 0 km² es agua.

## Demografía
Según el censo de 2010, había 216 personas residiendo en Wimbledon. La densidad de población era de 156,47 hab./km². De los 216 habitantes, Wimbledon estaba compuesto por el 97.22% blancos, el 0% eran afroamericanos, el 0% eran amerindios, el 0% eran asiáticos, el 0% eran isleños del Pacífico, el 0% eran de otras razas y el 2.78% pertenecían a dos o más razas. Del total de la población el 0.46% eran hispanos o latinos de cualquier raza.